# Zornia papuensis
Zornia papuensis är en ärtväxtart som beskrevs av Robert H Mohlenbrock. Zornia papuensis ingår i släktet Zornia och familjen ärtväxter. Inga underarter finns listade i Catalogue of Life.